# ويليام كونينغهام (لاعب كرة سلة)
ويليام كونينغهام (بالإنجليزية: William Cunningham)‏ (25 مارس 1974 بأوغستا في الولايات المتحدة - ) هو لاعب كرة سلة أمريكي في مركز الوسط. لعب مع فيلادلفيا سفنتي سيكسرز وهارلم غلوبتروترز.

## وصلات خارجية
- ويليام كونينغهام على موقع إن بي أي (الإنجليزية)
- ويليام كونينغهام على موقع سبورتس رفرنس (الإنجليزية)
- ويليام كونينغهام على موقع كرة السلة الأوروبية.كوم (الإنجليزية)
- ويليام كونينغهام على موقع كلية كرة السلة في سبورتس رفرنس.كوم (الإنجليزية)
- ويليام كونينغهام على موقع ريلجم (الإنجليزية)
- ويليام كونينغهام على موقع بروبوليرز (الإنجليزية)